# Veteli
Veteli (in svedese Vetil) è un comune finlandese di 2946 abitanti, situato nella regione dell'Ostrobotnia Centrale.
Qua è nato il politico ed imprenditore Juha Sipilä. 

## Società

### Evoluzione Demografica
"Abitanti censiti"